# 程卫
程衛字長玄，廣平曲周人。西晉時人。司隸校尉劉毅辟其為都官從事。劉毅上奏中護軍羊琇犯法應當處死。晉武帝與羊琇是舊交，於是讓齊王司馬攸去劉毅那裡說情，劉毅決定不再彈劾羊琇，但是程衛不願意，直接驅車前往護軍營，逮捕羊琇手下審問，逼迫其透露有關羊琇的罪行，並直接向皇帝上奏羊琇的罪過後才把這些內容告訴劉毅。後程衛被辟為公府掾，歷任尚事郎、侍御史、洛陽令、安定太守、頓丘太守。最終在任職時去世。

## 延伸阅读
[在维基数据编辑]
 《晉書/卷045》，出自房玄齡《晉書》